# کلاوس ارهورن
کلاوس ارهورن (انگلیسی: Claus Erhorn؛ زادهٔ ۱۸ ژانویهٔ ۱۹۵۹) سوارکار اهل آلمان غربی بود.